# Adele Astaire

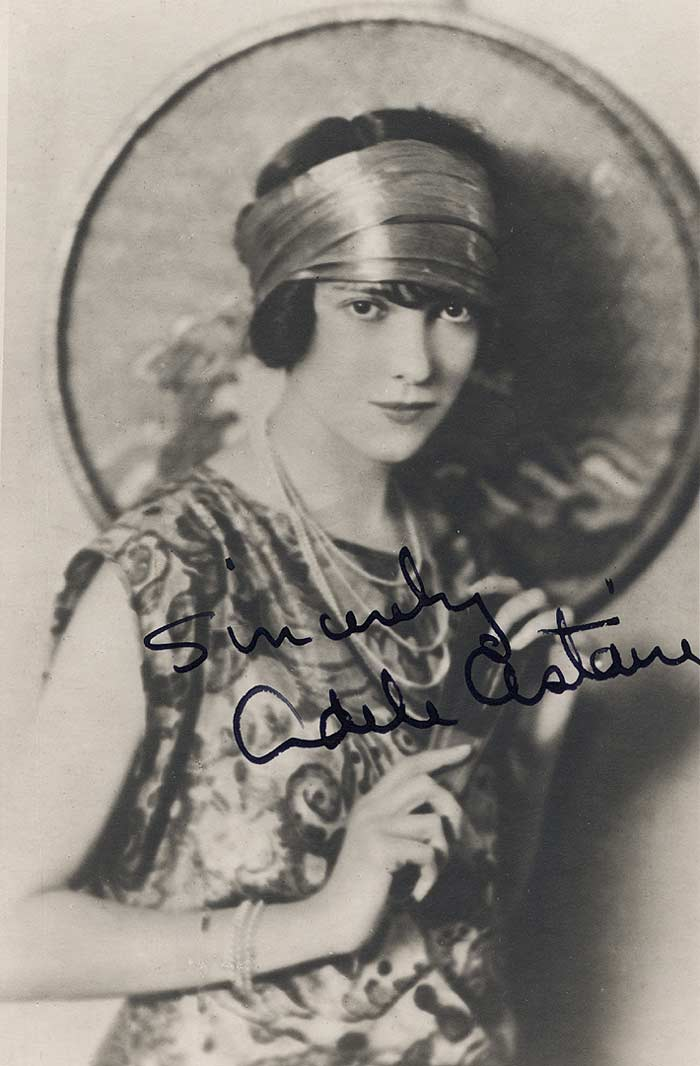
Adele Astaire, um 1915/1919

Adele Astaire (* 10. September 1896 in Omaha, Nebraska als Adele Marie Austerlitz; † 25. Januar 1981 in Tucson, Arizona) war eine US-amerikanische Tänzerin und Entertainerin in der ersten Hälfte des 20. Jahrhunderts.

## Leben

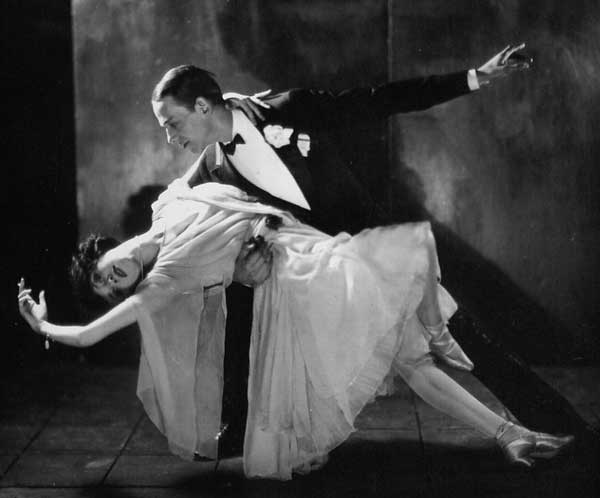
Adele Astaire mit ihrem Bruder Fred Astaire, 1921

Adele Marie Austerlitz war die Tochter des österreichischen Immigranten Frederick „Fritz“ Emanuel Austerlitz (1868–1924) und seiner deutschstämmigen Ehefrau Johanna „Ann“ Geilus (1878–1975). Zusammen mit ihrem jüngeren Bruder Fred Astaire (1899–1987) besuchte Adele Astaire bereits frühzeitig eine Tanzschule, um dann in Provinztheatern Nebraskas aufzutreten. Noch als Kinder kamen beide nach New York City, um dort in Tanz und Gesang ausgebildet zu werden. Adele erlangte an der Seite ihres Bruders auf Kabarett-, Vaudeville- und Konzerthausbühnen in der ganzen Welt eine enorme Popularität. Ihren ersten Filmauftritt hatten die Astaire-Geschwister in einem Film von Mary Pickford 1915 in Fanchon the Cricket. 1917 eroberten sie den Broadway mit dem Stück Over the Top.

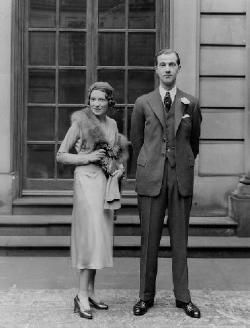
Adele Cavendish mit ihrem Ehemann, 1932

Im Jahre 1929 lernte Adele auf einer Tournee durch Großbritannien den englischen Aristokraten Lord Charles Arthur Francis Cavendish (1905–1944), den zweiten Sohn von Victor Cavendish, 9. Duke of Devonshire und Lady Evelyn Emily Mary FitzMaurice kennen und lieben. Das Medien-Interesse war in den Jahren so intensiv, dass das Paar seine Hochzeit – ein Jahr zuvor hatte Adele ihre künstlerische Karriere beendet – im Geheimen auf dem Familiensitz der Familie Cavendish, Chatsworth House in Derbyshire, am 9. Mai 1932 abhielt. Später lebte das Ehepaar auf Lismore Castle in Irland. Aus der Ehe, die allen Berichten zufolge glücklich verlief, gingen vier Kinder, (eine Tochter und zwei Knaben, Zwillinge die aber alle kurz nach der Geburt starben, sowie (* 1933) eine Tochter), hervor. Zusammen mit ihrem Mann reiste Adele viel und fand schnell Kontakt zum europäischen Hoch- und amerikanischen Geldadel. Neben den gesellschaftlichen Verpflichtungen engagierte sich Adele in mehreren karitativen Organisationen und nutzte dafür auch die Medien. Ihr Ehemann starb im März 1944 nach langer Krankheit und wurde in der Familiengruft in Devonshire bestattet.
Adele Cavendish heiratete am 29. April 1947, in zweiter Ehe, den US-amerikanischen Investmentbanker und Immobilienberater Kingman Douglass (1896–1971). Während des Zweiten Weltkriegs diente er als Offizier der US Air Force. Später war er zusammen mit Hoyt S. Vandenberg für den Aufbau der Central Intelligence Agency, abgekürzt CIA  verantwortlich.

## Name in verschiedenen Lebensphasen
- 1896–1932 Adele Marie Austerlitz; alias Adele Astaire
- 1932–1947 Adele Marie Cavendish / Lady Charles Cavendish
- 1947–1981 Adele Marie Douglass